# Bothynoderes affinis

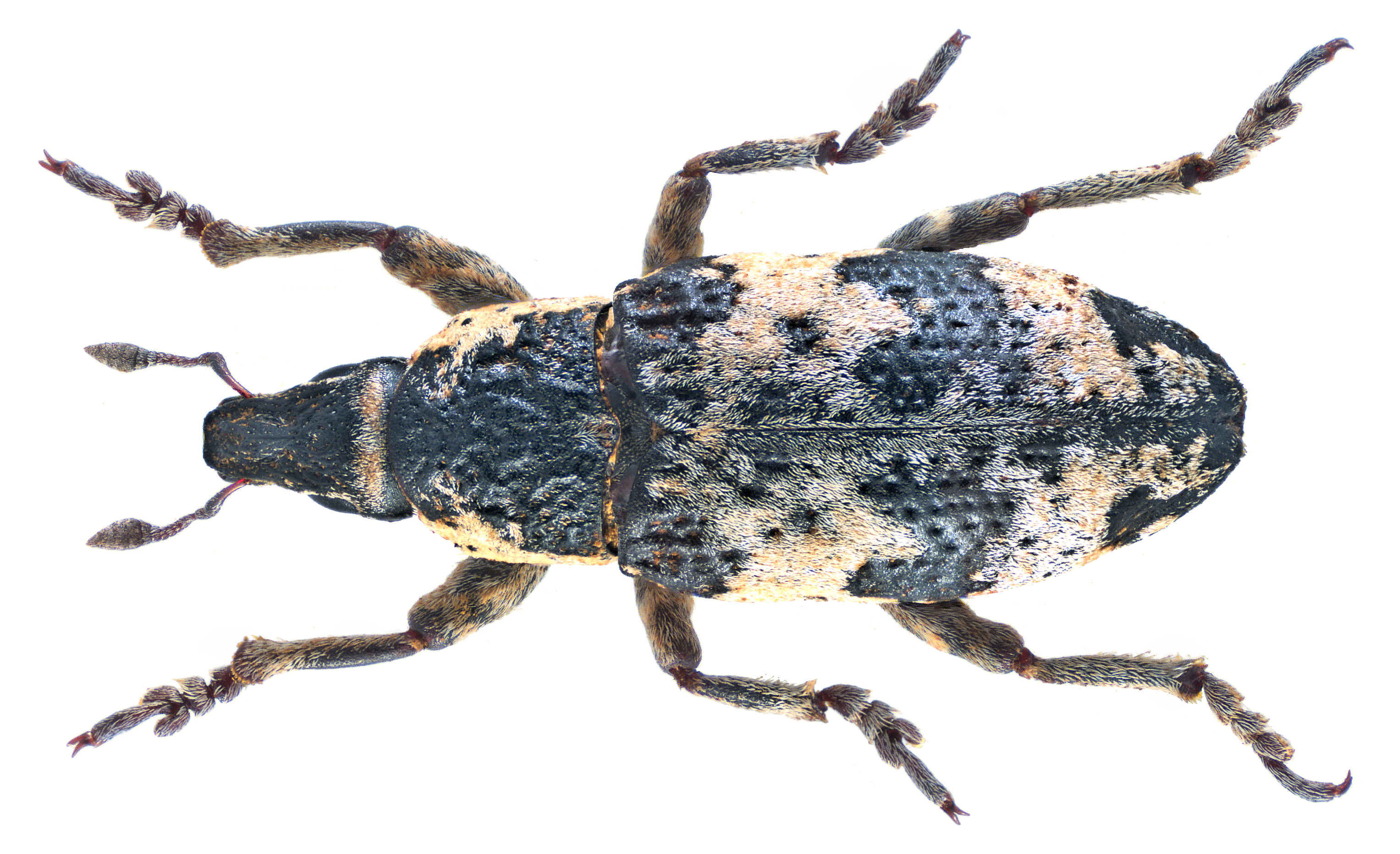
Dorsalansicht, Präparat

Bothynoderes affinis ist ein Käfer aus der Familie der Rüsselkäfer (Curculionidae). Die Art wird auch "Melden-Steppenrüssler" oder „Gänsefußgallenrüssler“ genannt.

## Merkmale
Die Käfer sind 6–11 mm lang. Sie sind schwarz gefärbt und durch eine fleckige weiße Behaarung aus weißen, einspitzigen Haarschuppen kontrastreich gezeichnet. Der Halsschild ist seitlich weiß beschuppt, in der Mitte fast kahl und hier grob verrunzelt punktiert. Die Flügeldecken sind dicht weiß beschuppt. Sie besitzen einen Schulterfleck und eine breite, nach innen verkürzte, quere Mittelbinde sowie einen Fleck an der Spitze. Dieser ist kahl, grob skulpturiert und ohne grobe Punktstreifen. Der kurze und breite Rüssel ist zur Spitze hin konisch verschmälert, er ist seitlich gekantet und trägt einen Mittelkiel. Das zweite Glied der Fühlergeißel ist deutlich länger als das erste. Der Halsschild ist in Aufsicht fast quadratisch und ohne Mittelkiel, seine Basis ist in der Mitte zum Schildchen hin etwas vorgezogen. Die Fußglieder der Beine sind kurz, ihr zweites Glied nicht länger als das dritte.

## Verbreitung
Bothynoderes affinis kommt in der Paläarktis vor. In Europa ist die Käferart weit verbreitet. Die Art ist auch in Großbritannien und in Skandinavien vertreten. Nach Osten reicht das Vorkommen über Kleinasien in den Mittleren Osten (Iran), nach Zentralasien (West-China) und nach  Sibirien. Die zweite Art der Gattung Bothynoderes, Bothynoderes declivis, kommt ebenfalls in Europa vor.

## Lebensweise
Typische Lebensräume von Bothynoderes affinis bilden Steppenbiotope und Ruderalflächen. Die Käfer beobachtet man ab Mai. Die oligophage Art nutzt als Wirts- und Futterpflanze verschiedene Fuchsschwanzgewächse. Zu diesen zählen Amarant (Amaranthus), Melden (Atriplex), Radmelden (Bassia), die Zuckerrübe (Beta vulgaris), der Klebrige Drüsengänsefuß (Dysphania botrys), Gänsefüße (Chenopodium), der Vielsamige Gänsefuß (Lipandra polysperma) und das Kali-Salzkraut (Kali turgidum). Wie andere Cleonini legt das Weibchen ein Ei auf den Wurzelhals oder an die Hauptwurzel der Wirtspflanze ab. Die aus dem Ei austretende Larve beißt in das Pflanzengewebe. An der Wurzel, an der Stelle der Larvenentwicklung, bildet sich eine fusiforme oder unregelmäßig geformte Galle. In einer Galle können sich mehrere Larven entwickeln. Die Käfer der neuen Generation erscheinen Ende August. Die Art überwintert als Imago. Bei Massenauftreten können die Käfer erhebliche Schäden an Zuckerrübenpflanzungen anrichten (die Jungpflanzen sterben, ihre Entwicklung wird gehemmt oder die Erträge und ihr Zuckergehalt fallen geringer aus).

## Gefährdung
Die Art wird in Deutschland auf der Vorwarnliste der Roten Liste geführt.

## Taxonomie
Die gültige Erstbeschreibung der Art als Curculio affinis von Schrank stammt von 1781, einige ältere Namen sind nicht verfügbar, da es sich um Homonyme handelt. Sie gehört in die nur zwei Arten umfassende Gattung Bothynoderes und ist, unter dem synonymen Namen Curculio albidus Fabricius, 1787, deren Typusart. Die Gattung, und damit auch diese Art, wurde in der Literatur lange unter dem synonymen Namen Chromoderus Motschulsky aufgeführt.
In der Literatur finden sich für die Art folgende Synonyme: Cleonus albicelus Schaitter, 1870, Curculio albidus Fabricius, 1787, Curculio bonsdorfii Gmelin, 1790, Curculio candidus Herbst, 1784 (nec Fabricius, 1775), Curculio fasciatus O.F.Müller, 1776, Curculio niveus Bonsdorff, 1785.